# 요하네스 베르나르뒤스 판브레이

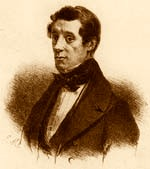

요하네스 베르나르뒤스 판브레이(네덜란드어: Johannes Bernardus van Bree)(1801년 1월 29일 – 1857년 2월 14일)는 네덜란드의 작곡가, 바이올리니스트이자 지휘자였다.
반브리는 암스테르담에서 태어나고 그 곳에서 죽었고, Jan George Bertelman의 제자였다.
1829년부터 사망할 때까지 그는 펠릭스 메리티스 소사이어티를 지휘하였고 또한 암스테르담 음악진흥학회 음악학교 소장이었다.
지휘자로서 그는 베를리오즈의 환상교향곡(1855)과 리하르트 바그너의 파우스트 서곡(1856)을 네덜란드에서 초연하였다.

## 작품 목록
- 오페라
  - 사포(Sappho)[1]
  - 님 디히 인 아흐트(Nimm dich in Acht)
  - 르 방디(Le Bandit) (NM Classics에서 녹음된 서곡[3])
- 합창 및 보컬 작품
  - 솔로이스트, 코러스와 오케스트라를 위한 미사곡 (1830년경)[4]
  - 2성부 합창과 오르간을 위한 미사곡 F 장조[5]
  - 3성부 남성 합창과 오르간을 위한 3개의 미사 "tribus vocibus humanis, comitante organo" (1837)[5]
  - 칸타타 "성 세실리아의 날"(D 장조)[4]
  - 시편 84장 (1840년대?)[4]
- 오케스트라와 실내음악
  - B단조 서곡[3]
  - E장조 서곡 (1839)[4]
  - 호른과 오케스트라를 위한 장면 (1841)[5]
  - 바이올린과 피아노를 위한 변주곡 (1837)[4]
  - 바이올린 협주곡 D 단조[6]
  - 현악 사중주를 위한 알레그로 D 단조 (1845년 경)[4]
  - 피아노를 위한 스케르초들 (1855년경?)[4]
  - 현악 사중주 - 1번 A단조 (약 1834년경), 2번 내림E 장조 (약 1840년경, Bernhard Molique에게 헌정됨), 3번 D 단조 (약 1848년경).[7]